# Signature (logique)
Pour les articles homonymes, voir Signature (homonymie).
En  calcul des prédicats et en algèbre universelle, une signature est une liste de symboles de constante, de fonction ou de relation, chacun ayant une arité.   Dans certains formalismes, pour avoir moins de non-dit, la signature est une liste de couples (symbole, arité).
La signature fournit les éléments primitifs pour la construction d'un langage du premier ordre sur cette signature. En calcul des prédicats à plusieurs types d'objets et en théorie des types, chaque symbole possède un type (l'arité n'est pas suffisante).
Par exemple la signature de la théorie des groupes est :
forme abrégée: {\displaystyle (+,-,0)}, symboles  de fonctions d'arité respectivement 2, 1 et 0, ou
forme étendue: {\displaystyle (+,2),(-,1),(0,0)} où l'indication de l'arité fait partie de la signature.